# Cripta Napolitana
La cripta neapolitana o Gruta de Posillipo és un túnel romà realitzat a la calçada romana que unia Nàpols amb els camps Flegreus, construïda al començament de l'Imperi Romà. Va ser excavada en el tuf volcànic del pujol de Posillipo, a l'oest de la badia de Nàpols. Mesura 705 m de llarg, per 4,5 m d'ample i 5 m. d'alt.

## Història i llegenda
Una llegenda atribueix la construcció d'aquest túnel al poeta romà Virgili, llegenda que va ser alimentada per la proximitat a la seva entrada d'un columbari que, des de començaments de l'Imperi Romà s'identificava, igual que en l'actualitat, com la tomba de Virgili.
La realitat de l'edificació d'aquesta obra d'enginyeria civil és que va ser projectada per Lucius Coccius Auctus, tal com ens informa el geògraf Estrabó, per ordre de Marcus Vipsanius Agrippa, dins del projecte de construcció del Portus Iulius. A partir d'aquest fet, va sorgir una altra llegenda que afirma que el túnel va ser excavat en 15 dies per 100.000 obrers.
Al contrari que la resta dels túnels dels Camps Flegreus que, acabada la guerra civil entre August i Marc Antoni, van perdre la seva utilitat estratègica i foren progressivament abandonats, la Cripta Neapolitana va seguir sent utilitzada com a infraestructura civil, encara que Sèneca la descriu com a estreta, ombrívola, obscura i opressiva. En continuar-se utilitzant al llarg del temps, va ser restaurada i millorada.
Així, l'any 1455, el rei de Nàpols Alfons V el Magnànim, per reduir el pendent dels seus accessos, va fer rebaixar l'altura del sòl en 11 m. en la part oriental, i 2 m. en l'occidental. L'any 1548, el virrei Pedro de Toledo ho va fer reforçar i pavimentar i, el 1748, Carles III ho va consolidar.
Al començament del segle xix, José Bonaparte va ordenar la seva consolidació i va dotar el seu recorregut amb un sistema d'il·luminació a força de llums d'oli, tal com descriu Alexandre Dumas (pare):«Quedem impressionats […] per l'abominable pudor produïda per seixanta-quatre llums de petroli dins d'aquest gran forat.»
El túnel va ser utilitzat fins a finals del segle xix, quan va ser tancat per presentar problemes d'estabilitat i amenaçar ruïna.

## Cultes i tradicions
La Cripta Neapolitana ha influït sobre la cultura i tradicions napolitanes, i també ha donat nom a dos barris de la ciutat de Nàpols: Piedigrotta a l'est i Fuorigrotta a l'altre costat .
La seva influència va més enllà de la toponímia: avorrida per Sèneca i admirada per Estrabó, profanada per Petroni, lloada per Petrarca, estimada per Goethe i temuda per Alexandre Dumas (pare), vista pels napolitans amb una mescla de sorpresa i admiració, la cripta ha tingut un important paper en les seves creences, els seus rituals i el seu folklore. Aquestes facetes llegendàries s'han del fort valor simbòlic de qualsevol caverna, com a imitació d'un úter, que permet passar de la mort a la vida i de la obscuritat a la llum.
Per Petroni, la cripta al segle I estava consagrada a Príap, déu de la fertilitat, en honor seu se celebraven cerimònies mistèriques i cultes orgiàstics nocturns.
Durant els treballs de restauració i millora realitzats pels virreis espanyols, es va trobar un baix relleu de Mithra Taurocton del segle iii, avui conservat al Museu Arqueològic Nacional de Nàpols. Això suggereix que la cripta va ser utilitzada com mitreo. Com a font purificadora, prescrita per aquest culte, els pous i els balnea (piscines) trobats en el seu interior, estaven alimentats per l'aqüeducte de la Gruta de Sejà, que també travessa el pujol de Posillipo per assortir d'aigua les instal·lacions militars dels camps Flegreus, fins a piscina mirabilis de Misenum.
A més, el túnel està orientat d'est a oest, la qual cosa permet que en els equinoccis, els rajos del sol ponent l'entravessessin de costat a costat, la qual cosa va sorprendre a Goethe. Aquest fenomen augmenta la seva aura misteriosa, fent que la tradició signés que una maledicció s'abatia sobre tots aquells que gosaven travessar-ho sols a la nit. Aquesta creença es veia reforçada per la creença medieval de la seva màgica construcció deguda a un gest de Virgili.
En algun moment de finals de l'Imperi Romà, el mitraisme va ser substituït pel cristianisme. Al segle xiv, els arxius dels reis Angevins i el testimoniatge de Petrarca assenyalen l'existència a la cripta del culte a la Madonna Odegetria, la icona de la qual es conserva encara pintat en una capella edificada sobre les ruïnes del santuari de Priap, icona que rep una extraordinària devoció popular, i va aconseguir que s'aixequés l'església de Santa Maria Piedigrotta davant de l'entrada del túnel.

## Galeria

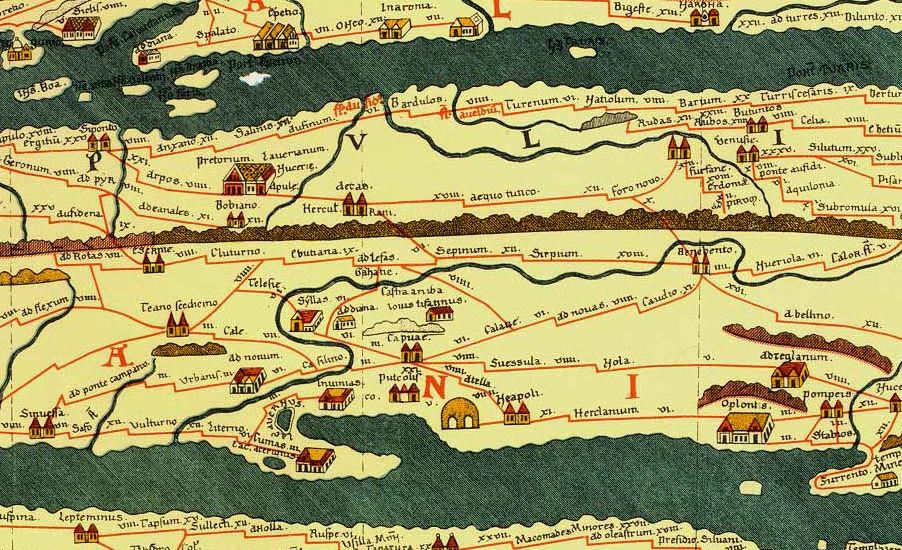
A la Tabula Peutingeriana, els extrems de la Cripta Neapolitana apareixen representats al centre i a baix.
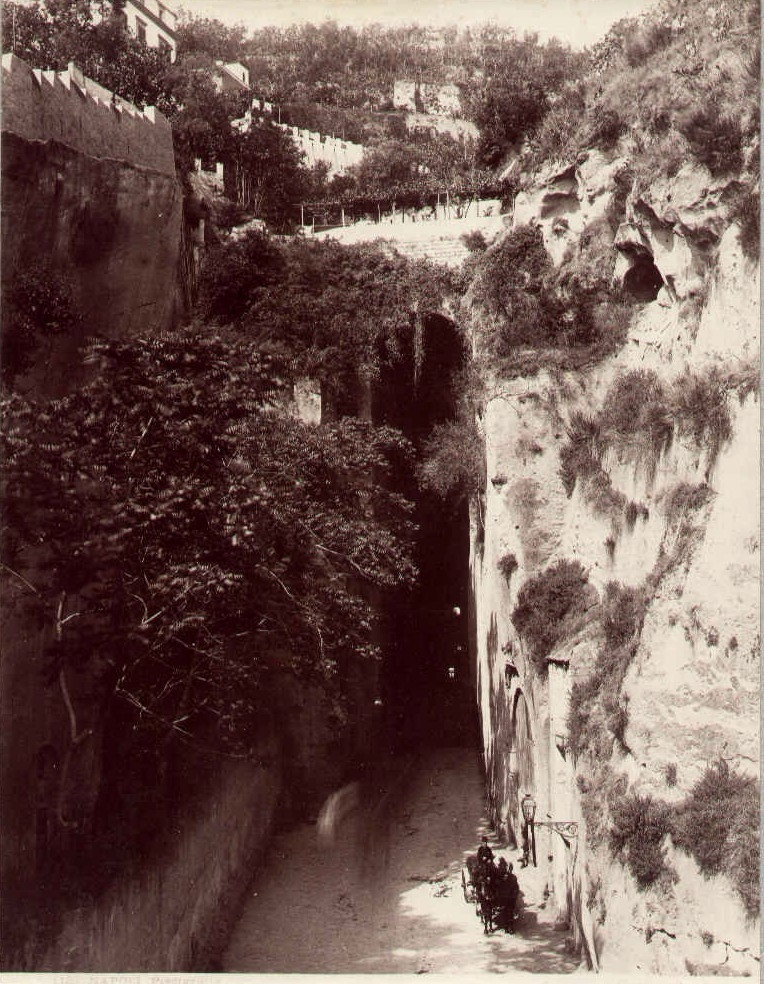
L'entrada del túnel al segle xix.
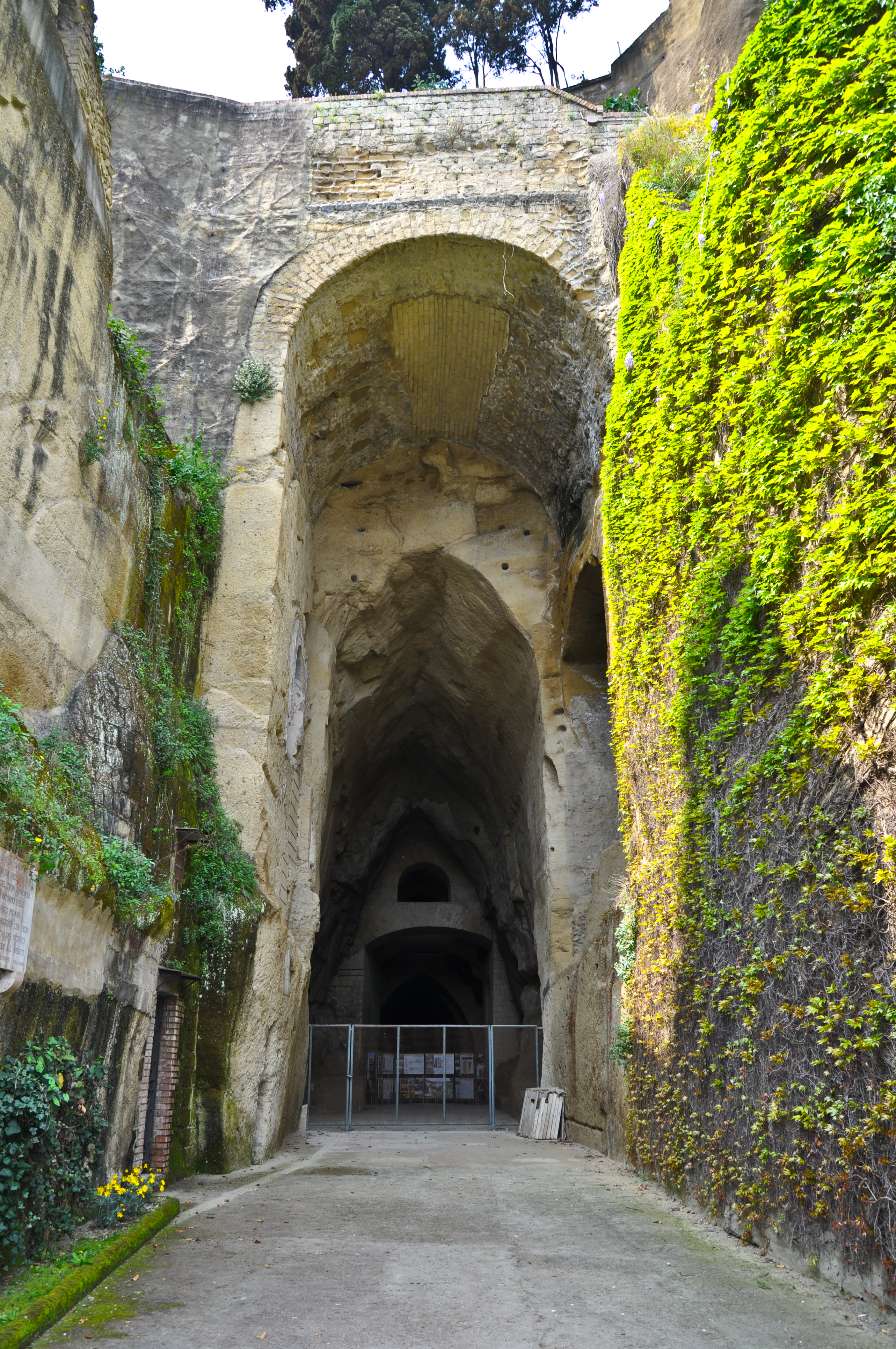
Entrada de la Cripta Neapolitana per Piedigrotta.
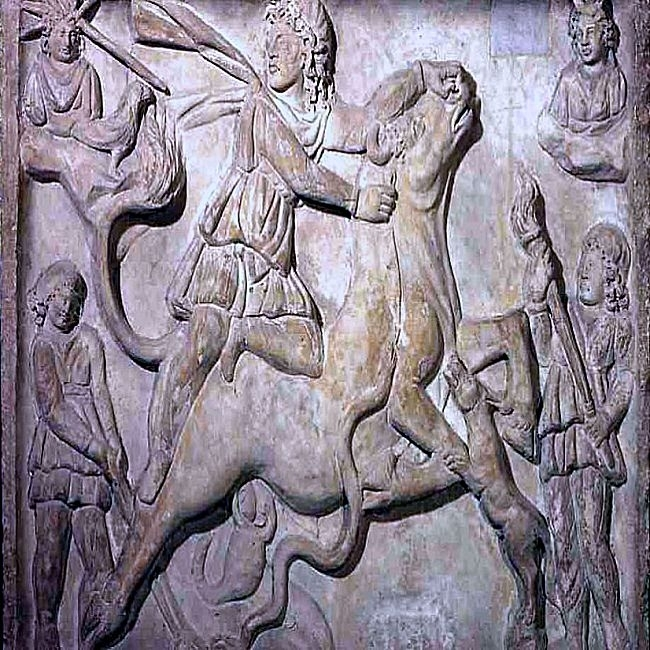
Baix relleu de Mithra Tauroctono trobat a la cripta Neapolitana.
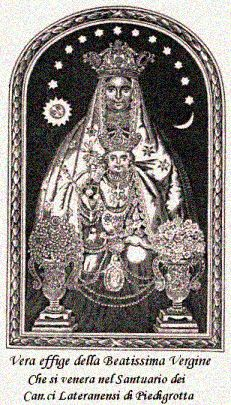
Pintura de la Madonna del Santuari de Piedigrotta.